# 亚迭尔·佩德罗索
亚迭尔·佩德罗索（西班牙語：Yadier Pedroso，1986年6月9日—2013年3月16日），古巴棒球运动员。他曾代表古巴国家队参加2008年夏季奥林匹克运动会棒球比赛，结果队伍获得一枚银牌。